# Karl Koßmaly
Karl Koßmaly, Kossmaly (ur. 27 lipca 1812 we Wrocławiu, zm. 1 grudnia 1893 w Szczecinie) – niemiecki kompozytor i dyrygent.

## Życiorys
Studiował w latach 1828–1830 w Berlinie u Ludwiga Bergera, Bernharda Kleina i Carla Friedricha Zeltera. Następnie działał jako kapelmistrz teatrów w Wiesbaden, Moguncji, Amsterdamie, Bremie, Detmold i Wrocławiu. Współpracował z „Neue Zeitschrift für Musik” i „Neue Berliner Musikzeitung”. Wspólnie z Carlem Heinrichem Herzlem opracował 4 zeszyty Schlesisches Tonkünstler-Lexikon (Wrocław 1846–1847). W 1846 roku osiedlił się w Szczecinie, gdzie zajął się komponowaniem i działalnością pisarską. Dyrygował koncertami w szczecińskim Konzerthaus.
Komponował symfonie, koncerty, uwertury, utwory chóralne i pieśni. Opublikował prace Mozarts Opern, Über die Anwendung des Programms zur Erklärung musikalischer Kompositionen, Über Richard Wagner.